# Бирсуат (Жаркаинский район)
Бирсуат (каз. Бірсуат) — село в Жаркаинском районе Акмолинской области Казахстана, образует административно-территориальную единицу «Село Бирсуат» со статусом сельского округа.
- Код КАТО — 115437100[2].
- Код КАТО административной единицы — 115437000[3].

## География
Село расположено в 54 км на юго-запад от центра района города Державинск. Возле села имеется одноимённое озеро.
Административно село граничит:
- На востоке и юго-востоке со селом Шойындыколь,
- На юге с городской администрацией Аркалыка Костанайской области,
- На западе с Жанадалинским сельским округом,
- На севере с Нахимовским сельским округом и со селом Кумсуат.

### Улицы[4]
- ул. 50 лет СССР,
- ул. Абая,
- ул. Безымянная,
- ул. Кирова,
- ул. Ленинского комсомола,
- ул. Мира,
- ул. Новая,
- ул. Позднякова,
- ул. Степная,
- ул. Фурманова,
- ул. Целинная.

### Ближайшие населённые пункты
- село Зерноградское в 19 км на западе,
- село Тасты-Талды в 22 км на юго-западе.

## Население
В 1989 году население села составляло 985 человек (из них русских 44 %, украинцев 20 %)
В 1999 году население села составляло 712 человек (343 мужчины и 369 женщин). По данным переписи 2009 года, в селе проживали 632 человека (301 мужчина и 331 женщина).
| Численность населения | Численность населения | Численность населения |
| 1989                  | 1999                  | 2009                  |
| --------------------- | --------------------- | --------------------- |
| 985                   | ↘712                  | ↘632                  |